# Jacek Jędrzejkiewicz
Jacek Jędrzejkiewicz (ur. 1947) – polski inżynier, przedsiębiorca i samorządowiec, od czerwca do lipca 1998 prezydent Kielc (w opozycji do Bogdana Borkowskiego).

## Życiorys
Z wykształcenia inżynier instalacji sanitarnych, absolwent Politechniki Warszawskiej. Uzyskał uprawnienia rzeczoznawcy budowlanego. Zajął się prowadzeniem własnej firmy instalacyjnej. Przez wiele lat kierował także Kieleckim Towarzystwem Cyklistów.
Działał w Zjednoczeniu Chrześcijańsko-Narodowym, kierował w nim regionem świętokrzyskim. W kadencji 1994–1998 zasiadał w radzie miejskiej Kielc z ramienia Świętokrzyskiego Forum Centroprawicy. 2 czerwca 1998 wybrany prezydentem miasta po tym, jak wcześniej radni nie udzielili absolutorium prezydentowi Bogdanowi Borkowskiemu. Decyzje o powołaniu i odwołaniu zarządu zostały z przyczyn proceduralnych uchylone przez wojewodę Ignacego Pardykę, a następnie zaskarżone do Naczelnego Sądu Administracyjnego. Jednocześnie zarówno Jędrzejkiewicz, jak i Borkowski przez pewien czas konkurencyjnie sprawowali urząd, rezydując w różnych gabinetach. Na początku sierpnia rząd ustanowił władzę komisarza Marka Sceliny. Ostatecznie NSA przyznał rację Jędrzejkiewiczowi i jego urzędowanie uznano za zgodne z prawem, a także wypłacono mu pensję za ten okres. W 2002 ubiegał się o prezydenturę z ramienia lokalnego komitetu, zajął ostatnie, ósme miejsce.